# Anders Johansson
Anders Johansson (10 januari 1955) is een Zweeds voormalig tafeltennisser en coach.

## Belangrijkste resultaten
- Goud met het team op de wereldkampioenschappen 1973.
- Goud met het team op de Europese kampioenschappen 1972.
- Goud met het team op de Europese kampioenschappen 1974.